# K-complex

Een K-complex is een soort hersengolf die zichtbaar is op een EEG tijdens slaapfase 2 van de non-remslaap. Het K-complex werd in 1937 ontdekt door Alfred Lee Loomis.
Een K-complex bestaat uit een korte negatieve piek van een hoog voltage, doorgaans groter dan 100 µV, gevolgd door een trager positief complex dat 350 tot 550 ms duurt. 900 ms na het begin ontstaat een laatste negatieve piek. K-complexen vinden elke 1 à 1,7 minuten plaats en worden vaak gevolgd door meerdere slaapspoelen. K-complexen ontstaan spontaan, maar kunnen ook worden opgeroepen door stimuli van buitenaf, zoals geluid of aanraking, of stimuli van binnen het lichaam, zoals onderbrekingen in de ademhaling. K-complexen ontstaan op allerlei plekken in de hersenen, maar lijken voornamelijk voor te komen in de frontale gebieden.
Men denkt dat K-complexen ervoor zorgen dat slaap in stand kan worden gehouden, maar daarnaast ook om informatieverwerking op gang te brengen. K-complexen zijn essentieel voor de synchronisatie van non-remslaap en reageren daarnaast op zowel interne als externe stimuli. Dit suggereert dat K-complexen betrokken zijn bij het verwerken van stimuli waarvan het brein moet inschatten of ze gevaarlijk zijn of niet. Ze onderdrukken corticale activatie wanneer een stimulus niet gevaarlijk is.
Verder worden K-complexen in verband gebracht met het in stand brengen van homeostase van de synapsen en voor consolidatie van het geheugen. K-complexen verlagen in hun negatieve toestand de sterkte van synaptische verbindingen die voorkomen wanneer iemand wakker is. Wanneer een K-complex uit de negatieve toestand komt, worden zenuwcellen in de cortex op systematische wijze "opnieuw opgestart" zodat ze weer kunnen vuren. Dit zorgt ervoor dat nieuwe herinneringen telkens opnieuw kunnen worden "opgeslagen" zodat ze kunnen worden geconsolideerd in het geheugen.